# 오노 켄쇼
오노 켄쇼(일본어: 小野賢章, 1989년 10월 5일 ~ )는 일본의 성우겸 배우, 가수이다.

## 출연작

### 애니메이션

#### 2006년
- 츠바사 크로니클 (카오스)

#### 2007년
- 신령사냥 (코모리 타로)
- 정령의 수호자 (야삼)

#### 2008년
- 모노크롬 팩터 (조르쥬)
- 포켓몬스터 DP (료)

#### 2009년
- 미치코와 핫친 (레니니)

#### 2010년
- STAR DRIVER 빛의 타쿠토 (아오키 츠바사)

#### 2011년
- 귀신전 (텐도 준)
- 코이 센토 OVA (카키모토 신이치)

#### 2012년
- 쿠로코의 농구 (쿠로코 테츠야)
- 마기 (연백룡)

#### 2013년
- 마계왕자 devils and realist (레오나르)
- 은여우 (카미오 사토루)
- 쿠로코의 농구 2기 (쿠로코 테츠야)

#### 2014년
- 다이아몬드 에이스 (토도로키 라이치)
- 마기 2기 (연백룡)
- 소년 헐리우드1기 (아마미야 슌)
- 막부말Rock (오키타 소지)
- 유희왕 ARC-V - 사카키 유우야, 유리
- 알드노아 제로 (슬레인 트로이어드)

#### 2015년
- 소년 헐리우드2기 (아마미야 슌)
- 알드노아 제로 (슬레인 트로이어드)
- 쿠로코의 농구 3기 (쿠로코 테츠야)
- 종말의 세라프 (햐쿠야 미카엘라)
- 은혼 4기 (쿠로코노 타스케)
- 스타뮤 (나유키 토오루)
- 유희왕 아크파이브(사카키 유우야, 유우리)

#### 2016년
- 타나카군은 항상 나른해 (타나카)
- 문호 스트레이독스 (아쿠타가와 류노스케)
- 프린스 오브 스트라이드 얼터너티브 (코히나타 호즈미)
- 츠키우타 THE ANIMATION (칸나즈키 이쿠)
- ReLIFE (카이자키 아라타)
- 유리!!! on ice (피치트 츌라농)
- 엔드라이드 (아사나가 슌)

#### 2017년
- 기동전사 건담 디 오리진V: 격돌 루움 전투
- 극장판 쿠로코의 농구 라스트 게임

#### 2018년
- 프리큐어 슈퍼 스타즈!
- 문호 스트레이 독스 데드 애플(아쿠타가와 류노스케)

#### 2019년
- 창공의 파프너 더 비욘드 2(카부라기 스이)
- 창공의 파프너 더 비욘드 1(카부라기 스이)
- 진격의 거인 3기 2쿨 (프록 폴스타)

#### 2020년
- 울고 싶은 나는 고양이 가면을 쓴다(이사미 마사미치)
- 진격의 거인 파이널 1쿨 (프록 폴스타)
- 츠키우타 THE ANIMATION 2(칸나즈키 이쿠)
- 아이돌리쉬 세븐 Second BEAT!(나나세 리쿠)
- 아픈 건 싫으니까 방어력에 올인하려고 합니다.(페인)
- 우치타마?! ~우리집 타마를 모르시나요?~(야마다 포치)
- 벰 : 비컴 휴먼(벨로)

#### 2021년
- 문호 스트레이독스 멍! (아쿠타가와 류노스케)
- 세스타스 -The Roman Fighter- (루스카)
- 나의 히어로 아카데미아 5기(시라쿠모 오보로)
- 코미 양은 커뮤증입니다(시노비노 모노)
- 기동전사 건담: 섬광의 하사웨이(하사웨이 노아(마프티 나비유 에린))

#### 2022년
- 진격의 거인 파이널 2쿨 (프록 폴스타)

#### 2023년
- 극장판 SPY×FAMILY CODE: White (유리 브라이어)
- 극장판 여성향 게임의 파멸 플래그밖에 없는 악역 영애로 환생해버렸다... (아킬)
- 코마다 위스키 패밀리 (타카하시 코타로)

#### 2024년
- 진격의 거인 더 라스트 어택 (프록 폴스타)

### 영화

#### 2018년
- 너희들 모두 귀찮아! (쿠니타치 쿠니히코)